# Juan Jover
Pas d'image ? Cliquez ici
Juan Jover (né le 23 novembre 1903 à Barcelone et mort le 28 juin 1960) est un ancien pilote espagnol de course automobile. Il courut en Grand Prix (principalement sur Maserati) à la fin des années 1940 et au début des années 1950. Il courut également en endurance et course de côte.

## Résultats en championnat du monde de Formule 1
| Saison | Écurie          | Châssis          | Moteur                        | Pneus   | GP disputé | Qualification | Classement  |
| ------ | --------------- | ---------------- | ----------------------------- | ------- | ---------- | ------------- | ----------- |
| 1951   | Scuderia Milano | Maserati 4CLT/48 | Maserati 4 en ligne compressé | Pirelli | Espagne    | 18e           | non partant |